# 'Uqba ibn Abi Mu'ayt
ʿUqba ibn Abī Muʿayṭ (in arabo عقبة بن أبو معيط‎?; La Mecca, ... – Badr, 624) è stato un mercante arabo.
Fu uno dei principali oppositori del profeta islamico Maometto. Era un importante esponente della tribù dei Quraysh e apparteneva al potente clan dei Banū ʿAbd Shams.

## Famiglia
ʿUqba ibn Abī Muʿayṭ ibn Abī ʿAmr ibn Umayya ibn ʿAbd Shams era sposato con Arwā bint Qurayz ibn Rabīʿa dei Banū ʿAbd Shams. Arwā più tardi andò sposa ad ʿAffān ibn Abī l-ʿĀṣ e mise al mondo ʿUthmān ibn ʿAffān, cosa che rese ʿUqba suo patrigno alla morte del proprio padre naturale.
Ebbe due figli, al-Walīd b. ʿUqba e ʿAmmāra b. ʿUqba, e una figlia, Umm Kulthūm bt. ʿUqba, tutti di fede musulmana.

## L'ostilità di ʿUqba a Maometto
ʿUqba aveva la sua abitazione vicino a quella di Maometto e non perdeva occasione per aggredirlo mentre predicava l'Islam.
Metteva costantemente in ridicolo Maometto e in un'occasione, mentre il Profeta pregava nella corte della Kaʿba ed era prosternato, ʿUqba gli rovesciò addosso le interiora di un dromedario che era stato sgozzato. Gli astanti risero a tal punto da ruzzolarsi in terra. Maometto rimase immobile nella sua posizione, finché non giunse in suo aiuto una figlia, che rimosse le interiora che, grondanti sangue, comportavano impurità, invalidante la stessa preghiera islamica.
In un'altra occasione, ʿUqba sputò sul volto di Maometto su incitamento del suo intimo amico Ubayy ibn Khalaf. Secondo la tradizione islamica, il versetto coranico 25 della Sūra XXIX fu rivelato in quel momento.
(Traduzione di A. Bausani)
ʿUqba era uno dei nemici di Maometto che gioì nel sapere della morte del figlio di Maometto, ʿAbd Allāh.

## Morte
Secondo varie e concordanti tradizioni (tra cui spiccano Bukhārī e Ibn Saʿd), ʿUqba fu ucciso in battaglia, durante la battaglia di Badr, e fu tra coloro i cui cadaveri furono inumati in un pozzo.
Tuttavia, secondo il primo biografo di Maometto, ʿUqba fu preso prigioniero da ʿAbd Allāh b. Salima, dei B. al-ʿAjlān e decapitato, su ordine di Maometto, da ʿĀṣim b. Thābit b. Abī l-Aqlaḥ.
Prima di morire, ʿUqba cercò invano di ottenere misericordia da chi egli aveva angariato con tanta pervicacia e chiese:
ottenendo per tutta risposta da parte del Profeta un secco: 